# Enmerkar et le seigneur d'Aratta
 (janvier 2019).
Si vous disposez d'ouvrages ou d'articles de référence ou si vous connaissez des sites web de qualité traitant du thème abordé ici, merci de compléter l'article en donnant les références utiles à sa vérifiabilité et en les liant à la section « Notes et références ».

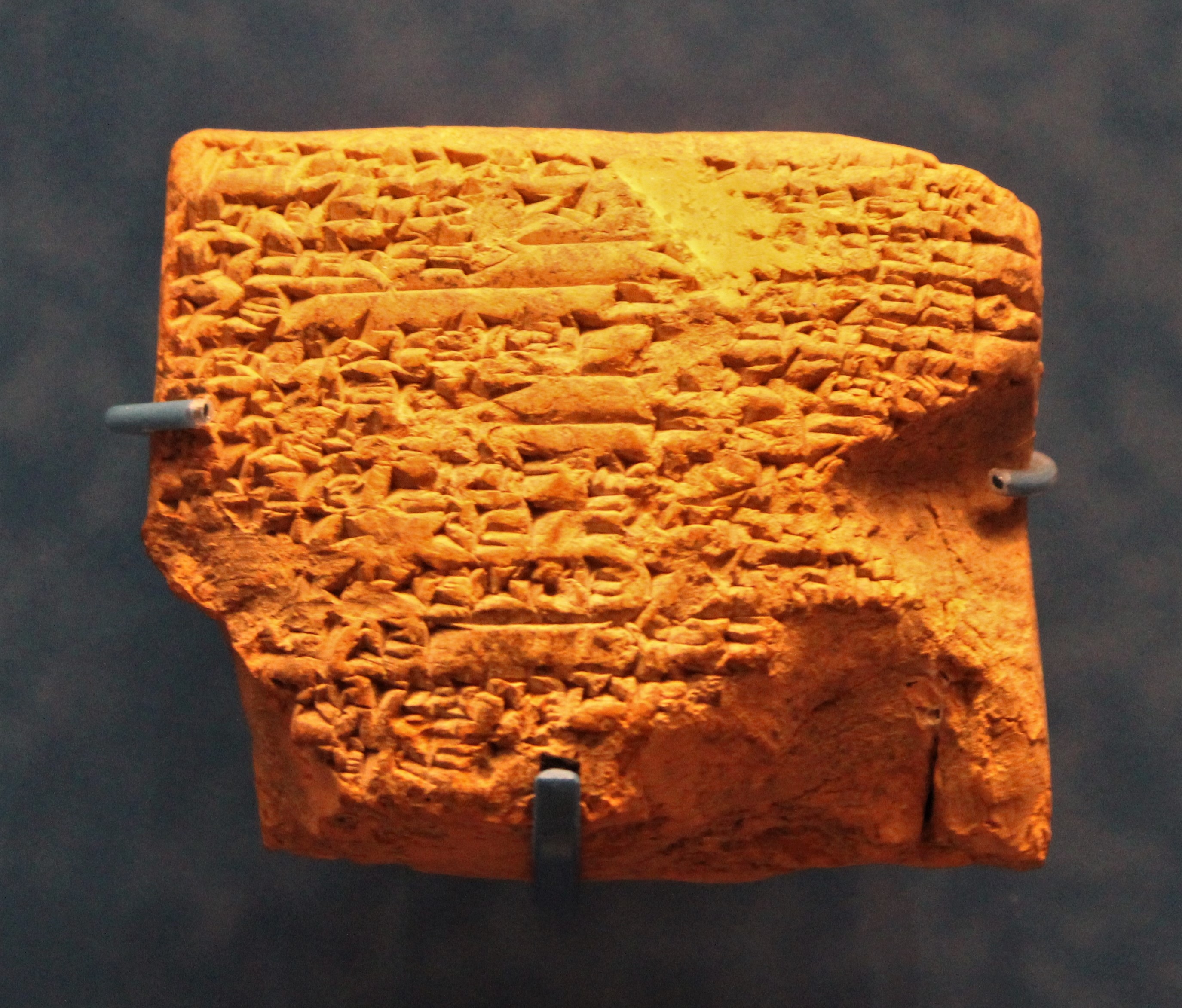
Tablette avec le récit Enmerkar et le seigneur d'Aratta. Ashmolean Museum.

Enmerkar et le seigneur d'Aratta est un récit légendaire sumérien, fondé peut-être sur des faits réels remontant à la première moitié du IIIe millénaire av. J.-C. Il fait partie d'un cycle de récits ayant pour cadre les conflits qui opposent le roi Enmerkar d'Uruk au roi de la ville d'Aratta (quelque part dans le sud-ouest de l'Iran actuel). 

## Le récit
Le récit commence par la décision d'Enmerkar, de soumettre la cité rivale d'Aratta. Pour cela, il demande à sa sœur, la déesse Inanna (puisqu'ils sont tous les deux les enfants du dieu-soleil Utu) de l'aider à se faire livrer par le peuple d'Aratta un tribut destiné avant tout à restaurer le temple d'Enki à Eridu, l'Apsû, mais aussi à embellir le sanctuaire de la déesse situé à Uruk. Inanna conseille alors à Enmerkar de dépêcher un héraut, qui traversera les redoutables montagnes séparant les deux cités pour avertir le seigneur d'Aratta. Enmerkar s'exécute, et le héraut franchit les montagnes, arrive à Aratta où il prévient son seigneur (dont le nom ne nous est jamais donné) de livrer le tribut, et d'envoyer son peuple bâtir l'Apsû, sous peine de destruction. Mais ce dernier refuse. Le héraut retourne donc à Uruk, où son maître élabore un stratagème destiné à faire plier son rival.
Enmerkar renvoie le héraut à Aratta, où il récite "l'incantation d'Enki", hymne composé par Enmerkar commémorant ce dieu, dans le but de séduire le seigneur d'Aratta pour qu'il consente à payer le tribut destiné à l'Apsû. Mais ce dernier refuse encore. Enmerkar renouvelle ses menaces, mais le seigneur d'Aratta reste inflexible, se sentant l'égal du roi d'Uruk et se proclame protégé d'Inanna. Mais le héraut lui annonce qu'Inanna l'a abandonné, et est désormais du côté d'Uruk, et à même promis d'aider Enmerkar à soumettre Aratta. Affligé, le seigneur d'Aratta, consent à se soumettre à Uruk, à la seule condition que Enmerkar lui envoie une importante quantité de grain. Celui-ci réfléchit, procède à des rituels, et accepte finalement. Mais il charge son héraut d'augmenter ses exigences en demandant de nouvelles pierres précieuses.
Le seigneur d'Aratta, dans un sursaut d'orgueil, refuse et demande à Enmerkar de lui livrer, lui, ces pierres précieuses. Lorsque le roi d'Uruk apprend cela, il renvoie le héraut à Aratta avec son sceptre. Le seigneur d'Aratta doit en couper un morceau à la base et l'apporter à Enmerkar. Le lendemain, après avoir médité, il répond au roi d'Uruk par un autre défi : ce dernier doit fabriquer un sceptre qui n'est ni de bois ni de métal ni de pierre. Le dieu Enki  vient en aide à Enmerkar, qui, au bout de dix ans, envoie au seigneur d'Aratta, un sceptre fait de roseau. Ce dernier refuse de s'incliner et propose alors à Enmerkar d'organiser un combat singulier entre deux champions des deux cités, pour déterminer le vainqueur du conflit (qui reste diplomatique). Le roi d'Uruk accepte le défi, mais augmente ses exigences, en demandant au peuple d'Aratta de faire des offrandes importantes pour le temple d'Inanna à Uruk, l'Eanna, ce qui constituerait une humiliation après le soutien apporté par la déesse à Uruk au lieu d'Aratta.
Pour adresser son message, Enmerkar recourt alors à une invention : l'écriture. Le texte précise : "Le clou est enfoncé", ce qui traduit l'acceptation d'une transaction. En effet, l'enfoncement d'un clou en argile était une pratique juridico-magique symbolisant un transfert de propriété (attesté du XXVe au XIIIe siècle av. J.-C.). C'est surtout un véritable piège tendu au seigneur d'Aratta, qui, en acceptant simplement de lire cette ligne, scelle son destin. Il se trouve devant un commandement impérieux auquel il ne peut plus se dérober. La reconnaissance de sa défaite marque aussi le retour des bonnes grâces divines : Aratta reçoit le secours d'Ishkur, le dieu de l'Orage, qui lui offre de grandes quantités de blé. Fort de ce soutien, il peut relever la tête.
La suite du texte est lacunaire. Le peuple d'Aratta livre le tribut à l'Eanna, et fournit les matériaux pour construire l'Apsû.

## Relation avec l’invention de l’écriture
L’affrontement décrit par ce texte se déroule sur le terrain symbolique : après une première sommation à laquelle le seigneur d’Aratta répond par un défi (se faire livrer du grain dans des filets à grosse maille et non dans des sacs, ce qu’il fait en utilisant habilement du grain en germination), Enmerkar tente par deux fois de le prendre au piège en lui faisant brandir un signe de l’autorité de Kulaba pour signifier la soumission d’Aratta à Uruk, mais le seigneur d’Aratta déjoue chaque fois le piège et en profite pour répondre avec un nouveau défi.
C’est alors qu’Enmerkar lui réitère son ultimatum mais cette fois en lui faisant parvenir une tablette, désignée dans le texte par la périphrase "im ŠU.RIN.NA-ni" « son four », c’est-à-dire « le brûlot à son intention », et portant l’inscription "gag-am3 sağ-ki mi-re2-da-am3", littéralement « clou-loi-impératif », qu’on peut traduire par « le clou a force de loi », ou, de façon plus littéraire, « le clou est enfoncé » : sans ambiguïté c’était là une prise de possession territoriale, car le fait d’enfoncer un clou dans un mur ou sur un terrain (il s’agissait de grands cônes en argile sur lesquels étaient inscrits les termes de l’accord, et non de petits clous en métal comme aujourd’hui) valait titre de propriété dans les usages mésopotamiens de l’époque, qui prévoyaient également que ce même clou serait enfoncé dans le nez et la bouche de ceux qui en contesteraient la validité.
Telle était la situation du seigneur d’Aratta, rapportée ainsi par le texte sumérien, qui jouait sur les mots entre les notions de clous en argile marquant la possession d’un bien et l’impression des tablettes d’argile à l’aide de coins, désignés par le même mot que les clous (lignes 537 à 541) :
| 537 | en arattaki-ke4 kiğ2-gi4-a-ar                     | Le seigneur d’Aratta reçut du messager le brûlot qui lui était adressé. Le seigneur d’Aratta regarda l’argile. La parole dite, c’était : le clou est enfoncé. La sentence était irréfutable. Le seigneur d’Aratta demeura dans la contemplation du brûlot qui lui était adressé. |
| 538 | im ŠU.RIN.NA-ni šu ba-ši-in-ti                    | Le seigneur d’Aratta reçut du messager le brûlot qui lui était adressé. Le seigneur d’Aratta regarda l’argile. La parole dite, c’était : le clou est enfoncé. La sentence était irréfutable. Le seigneur d’Aratta demeura dans la contemplation du brûlot qui lui était adressé. |
| 539 | en arattaki-ke4 im-ma igi i-ni-in-bar             | Le seigneur d’Aratta reçut du messager le brûlot qui lui était adressé. Le seigneur d’Aratta regarda l’argile. La parole dite, c’était : le clou est enfoncé. La sentence était irréfutable. Le seigneur d’Aratta demeura dans la contemplation du brûlot qui lui était adressé. |
| 540 | inim dug4-ga gag-am3 sağ-ki mi-re2-da-am3         | Le seigneur d’Aratta reçut du messager le brûlot qui lui était adressé. Le seigneur d’Aratta regarda l’argile. La parole dite, c’était : le clou est enfoncé. La sentence était irréfutable. Le seigneur d’Aratta demeura dans la contemplation du brûlot qui lui était adressé. |
| 541 | en arattaki-ke4 im ŠU.RIN.NA-ni igi im-bar-bar-re | Le seigneur d’Aratta reçut du messager le brûlot qui lui était adressé. Le seigneur d’Aratta regarda l’argile. La parole dite, c’était : le clou est enfoncé. La sentence était irréfutable. Le seigneur d’Aratta demeura dans la contemplation du brûlot qui lui était adressé. |

« Le clou est enfoncé » dans l’argile pour tracer les caractères du message qui, entre les mains du seigneur d’Aratta, constitue à son tour un « clou enfoncé » dans le territoire d’Aratta pour en marquer la possession par Enmerkar. Il est important de noter que, si Aratta est bien localisé en Iran (le sujet est encore débattu), alors cette histoire relie clairement l’usage à Sumer de l’écriture sur tablette d’argile avec les échanges qui existaient entre Sumer et les plateaux iraniens, où s’était épanouie la culture proto-élamite ; cette relation est au demeurant suggérée par l’interprétation des données archéologiques contemporaines de la région.
Ce récit n’est pas sans rappeler celui d’Homère dans les vers VI 168-170 de l’Iliade, à propos de la légende de Bellérophon, accusé à tort par la femme du roi Proétos de Tirynthe d’avoir tenté de la séduire, et dès lors condamné à mort par Proétos qui organisa son assassinat en l’envoyant en Lycie transmettre un message portant instruction d’en tuer le porteur, afin qu’il y soit exécuté sans devoir le tuer lui-même pour ne pas s’attirer le courroux des Érinyes :
| 168 | πέμπε δέ μιν Λυκίην δέ, πόρεν δ᾽ ὅ γε σήματα λυγρὰ | mais il l’envoya en Lycie avec des tablettes où il avait tracé des signes de mort, afin qu’il les remît à son beau-père et que celui-ci le tuât |
| 169 | γράψας ἐν πίνακι πτυκτῷ θυμοφθόρα πολλά,           | mais il l’envoya en Lycie avec des tablettes où il avait tracé des signes de mort, afin qu’il les remît à son beau-père et que celui-ci le tuât |
| 170 | δεῖξαι δ᾽ ἠνώγειν ᾧ πενθερῷ ὄφρ᾽ ἀπόλοιτο          | mais il l’envoya en Lycie avec des tablettes où il avait tracé des signes de mort, afin qu’il les remît à son beau-père et que celui-ci le tuât |